# Ibara Railway
Ibara Railway Company (井原鉄道株式会社, Ibara tetsudō kabushiki-gaisha) est une compagnie de transport de passagers qui exploite une ligne ferroviaire dans les préfectures d'Okayama et d'Hiroshima  au Japon. Son siège social se trouve dans la ville d'Ibara.

## Histoire
La compagnie a été fondée le 1er décembre 1986. Le 11 janvier 1999, elle commence à exploiter la ligne Ibara.

## Ligne
La compagnie exploite une seule ligne.
| Ligne       | Nom japonais | Terminus       | Longueur (km) | Gares |
| ----------- | ------------ | -------------- | ------------- | ----- |
| Ligne Ibara | 井原線       | Sōja - Kannabe | 41,7          | 14    |

## Matériel roulant

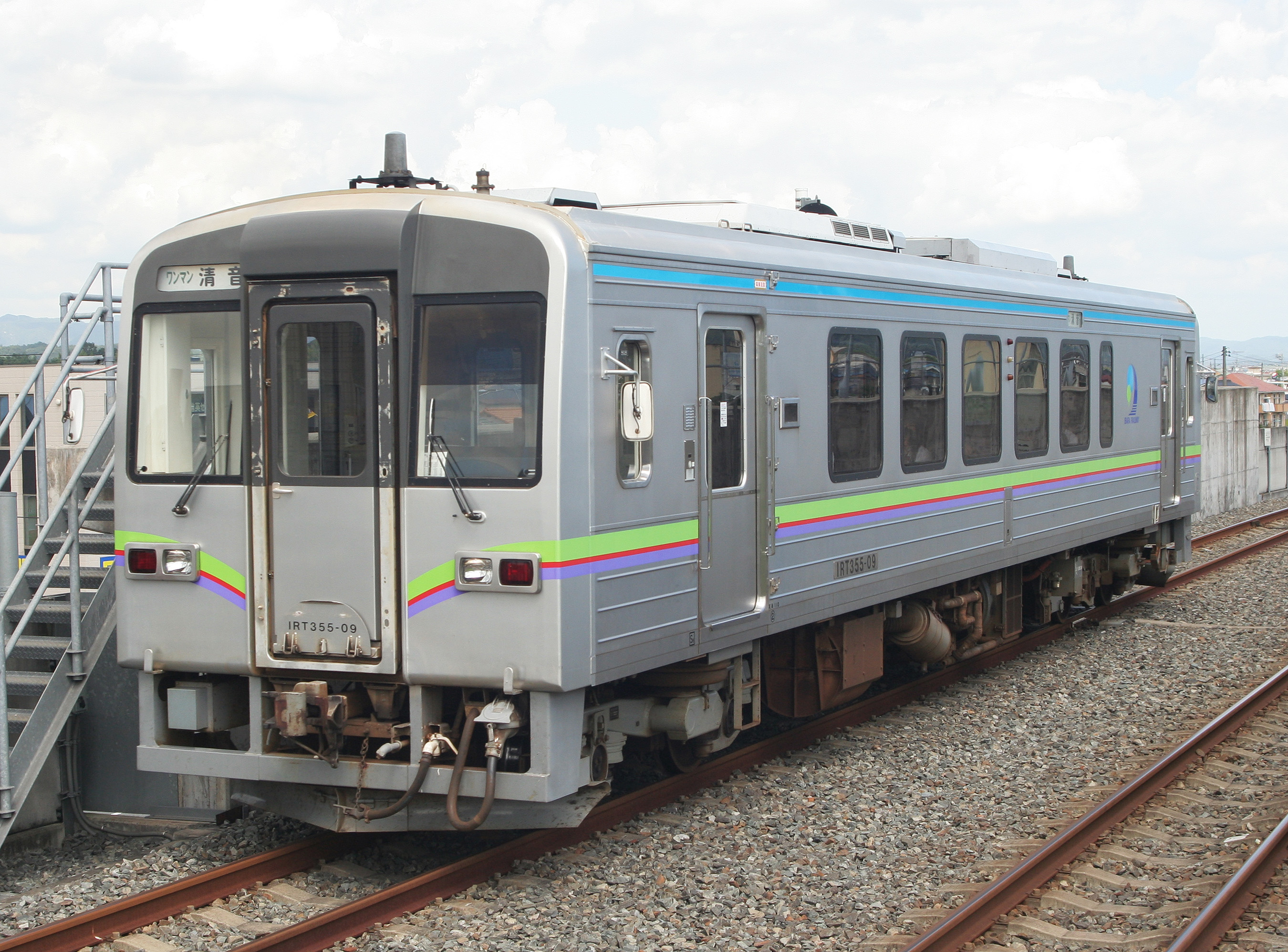
Autorail série IRT355.

La compagnie utilise des autorails série IR IRT355.